# Zieralgen

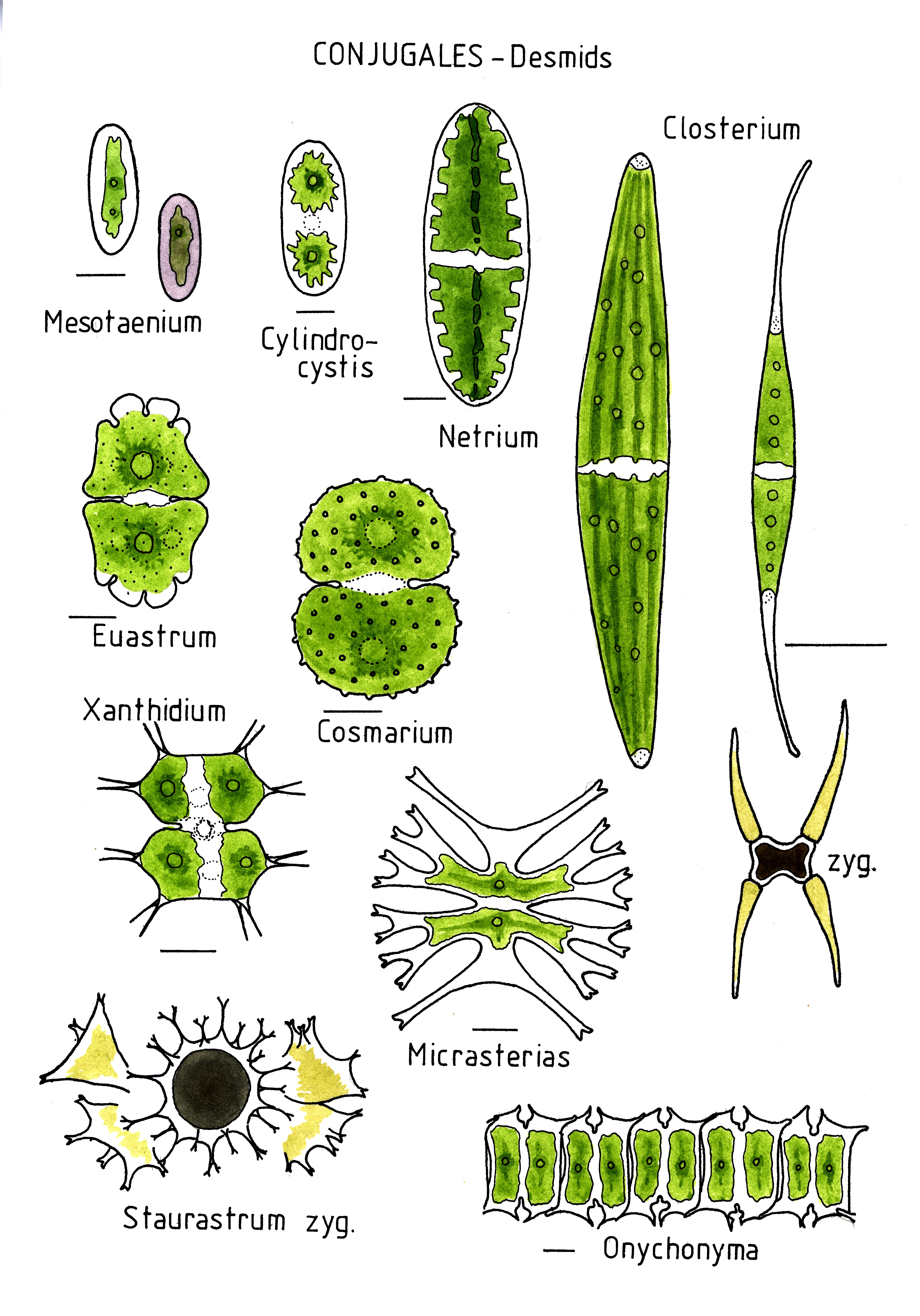
Illustration

Die Zieralgen (Desmidiales) bilden gemeinsam mit den Jochalgen (Zygnematales) die Gruppe der Schmuckalgen (Zygnemophyceae). Letztere gehören zum abgeleiteten Taxon der Charophyta, wodurch Zieralgen mit den Pflanzen näher verwandt sind als mit den eigentlichen Grünalgen. Die Bezeichnung Zieralgen leitet sich von der meist markanten Morphologie der symmetrischen Zellen mit oft formenreichen Umrissen ab.

## Aufbau
Die Desmidiales sind einzellige Algen und können Größen von mehreren hundert Mikrometern erreichen. Selten sind die Einzelzellen zu Fäden verklebt. Die Zellwand besteht aus Zellulose und kann inkrustiert sein (etwa mit Eisen). Durch Poren in der Zellwand wird eine Gallerte abgegeben, die um die Zelle eine Schleimhülle bildet. Zudem ist aufgrund der Schleimabsonderung eine gerichtete, langsame Fortbewegung auf Substratoberflächen möglich. Die Zellen bestehen aus zwei spiegelbildlichen Hälften. Zwischen ihnen wird meist durch einen Sinus äquatorial eine Einschnürung gebildet, die verbleibende Verbindung besteht aus dem sogenannten Isthmus („Placoderme Desmidien“). Im Isthmus liegt der Zellkern. In jeder Hälfte befindet sich ein großer Chloroplast (Megaplast), der häufig komplex gebaut ist und Pyrenoide enthält. Die Zellen enthalten Vakuolen mit kristallinem Inhalt.

## Vegetative Vermehrung
Die vegetative Vermehrung erfolgt durch Zellteilung. Nach der Mitose, der Kernteilung, verlängert sich der Isthmus, die beiden Halbzellen weichen auseinander, und der Isthmus wird eingeschnürt. Die beiden Isthmushälften schwellen blasenartig zu den fehlenden Halbzellen auf, es bildet sich die Sekundärwand, die arttypische Form und Ornamente werden gebildet. Dann dringt der Chloroplast der Mutterzelle in die neue Hälfte ein und teilt sich.

## Sexuelle Vermehrung
Da die Zieralgen wie alle Vertreter der Zygnemophyceae über keine Geißeln verfügen, erfolgt die geschlechtliche Vermehrung nicht mittels Schwärmerzellen, sondern durch Konjugation zweier unbegeißelter Zellen. 
Zwei genotypisch sexuell verschieden determinierte Zellen legen sich unter Gallertausschuss nebeneinander. Danach trennen sich die Zellwände in der Mitte oder es wird ein Kopulationskanal zwischen beiden Partnern ausgebildet. Die Protoplasten der beiden Einzeller treffen sich und verbinden sich zur Zygote. Diese ist von einer zarten Haut umgeben. Sie ist zunächst hell und durchsichtig, später durch die Ansammlung von Reservematerial dunkel und undurchsichtig. Die Schale der Zygote ist zunächst glatt, später entwickelt sie artspezifische Stacheln. Die vier Halbzellen bleiben lange an der Zygote haften. Die erste Zellteilung der Zygote geht mit einer Meiose einher. Es ist also nur die Zygote diploid, die Desmidiales sind daher Haplonten. Bei der ersten Zellteilung wird zunächst eine charakteristische Wandhälfte gebildet, erst nach zwei Zellteilungen treten Zellen auf, die die charakteristische Zellform aufweisen.

## Auftreten
Zieralgen sind fast ausschließlich Bewohner des Süßwassers, oft in Gewässern mit sauren pH-Werten, zum Beispiel Moortümpeln. Sie leben im Plankton, meist jedoch im Benthos und auf den unter Wasser befindlichen Teilen von Pflanzen. Planktontisch leben etwa Cosmarium und Closterium in eutrophen Gewässern.

## Systematik
Die nächsten Verwandten der Desmidiales sind die Jochalgen, mit denen zusammen sie die Klasse der Zygnemophyceae bilden.
Die Desmidiales sind eine monophyletische Gruppe innerhalb der Zygnemophyceae. Auch die vier Familien dürften monophyletisch sein:
- Closteriaceae
- Desmidiaceae
- Gonatozygaceae
- Peniaceae

Es handelt sich um eine systematisch sehr gut abgegrenzte, artenreiche Gruppe mit rund 5000 Arten.
Charakteristische Gattungen sind:
- Actinotaenium
- Bambusina mit Halsbandalge (Bambusina borreri)
- Closterium
- Cosmarium
- Desmidium
- Euastrum
- Gonatozygon
- Hyalotheca (fädig)
- Micrasterias
- Oocardium
- Penium
- Spirotaenia
- Staurastrum
- Teilingia